# Eriopsylla
Eriopsylla är ett släkte av insekter. Eriopsylla ingår i familjen rundbladloppor.
Kladogram enligt Catalogue of Life:
| Eriopsylla | \| \| Eriopsylla malleensis \| \| \| \| \| \| Eriopsylla viridis \| \| \| \| |
|            | \| \| Eriopsylla malleensis \| \| \| \| \| \| Eriopsylla viridis \| \| \| \| |
|            | Eriopsylla malleensis                                                        |
|            |                                                                              |
|            | Eriopsylla viridis                                                           |
|            |                                                                              |